# Yaroslavi Romero
Yaroslavi Romero López (Ciudad de México, 16 de enero de 1982) es una nadadora mexicana con síndrome de Down, atleta de Olimpiadas Especiales desde los 17 años y ganadora de más de 200 medallas en natación.

## Biografía
Hija de María Lourdes López y Javier Romero, Yaroslavi Romero fue diagnosticada con síndrome de Down por Trisomía 21/21 a los 17 días de nacida. Sus terapias y rehabilitaciones le han posibilitado una vida independiente. 

Su diagnóstico no ha impedido que se desarrolle como deportista en especialidades como el atletismo y la natación.
Una vez alguien me dijo que ella no iba a ser nada, que no iba a realizar nada, que ni llorara por ella, entonces, las 250 medallas significan cada esfuerzo y logro”  dijo la madre de Yaroslavi en una entrevista.
Asimismo, Romero estudió la carrera de gastronomía, es chef titulada con conocimientos en repostería por la Cámara Nacional de la Industria Panificadora y Similares de México.

## Carrera deportiva
A los 17 años participó por primera vez en las Olimpiadas Especiales México en la especialidad de atletismo, donde obtuvo su primera medalla de tercer lugar en 15 metros. 
Como parte de su terapia de rehabilitación, Yaroslavi acudió a la delfinoterapia en el Acuario del Bosque de San Juan de Aragón para mejorar motricidad y lenguaje y allí encontró su vocación como nadadora. A pesar de los estigmas asociados al síndrome de Down, la madre de Yaroslavi encontró un profesor, Víctor Jímenez, que quiso enseñarle a nadar para mejorar la oxigenación del cerebro, él fue quien la impulsó a la natación de alto rendimiento junto con el entrenador Raúl Porta Contreras de la UNAM.
Desde entonces ha participado en más de 20 eventos nacionales e internacionales, entre los que destacan los Juegos Olímpicos Especiales del Mundo (Special Olympics World Games) en Los Ángeles, en 2015 y en Abu Dabi, en 2019.
En Los Ángeles 2015, Yaroslavi ganó medallas de segundo y tercer lugar, en 400 y 200 metros, respectivamente.
En Abu Dabi 2019, consiguió medalla de plata en la prueba de 1500 metros en aguas abiertas al mar, en la modalidad de compañera unificada con Adriana Moreno y en 800 metros nado libre, el bronce.
Los padres de Yaroslavi Romero son quienes financian la carrera de su hija ya que no ha obtenido ningún tipo de financiamiento. Practica en la alberca Olímpica Ceforma, en la alcaldía de Tlalpan, de la Ciudad de México y se entrena en el río Estacas en Tequesquitengo y Puerto Marqués en Acapulco.
Adriana Moreno, esposa del primer entrenador de Romero, es quien la ha acompañado durante muchos años como "Compañera Unificada".

## Participaciones en eventos deportivos
- XI Festival acuático Otilio Olguín 2002 (Unificados)
- XI Juegos Nacionales Hidalgo 2004
- XII Juegos Nacionales 2006
- XIII Juegos Nacionales Yucatán 2008
- 1° Maratón Acuático EQualite 2011
- Copa Máster KAIKAN 2011
- II Juegos Latino Americanos Olimpiadas Especiales en San Juan, Puerto Rico, 2010
- 1° Especial Olympics World Aquatics San Juan, Puerto Rico,  2012.
- Torneo Internacional De Natación Olimpiadas Especiales México Costa Rica, 2013
- XV Juegos Nacionales Morelos Oaxtepec 2014.
- Juegos Olímpicos Especiales del Mundo Los Ángeles, 2015
- Juegos Olímpicos Especiales del Mundo Abu Dabi, 2019.[5]